# Jan Malík (pěvec)
Jan Malík (16. listopadu 1924 Praha – 18. června 2021) byl český operní pěvec (tenor).

## Život a dílo
Po vyučení na klenotníka se v letech 1942 a 1944 studoval zpěv v Městské hudební škole v Praze u Marie Suttnarové. Když byl na vojenské službě v Ostravě, objevil ho dirigent Zdeněk Chalabala a nabídl mu místo sustentanta v Zemském divadle. Představil se zde v roli Vaška ve Smetanově Prodané nevěstě a hned následovaly další role. Na jednu sezonu 1951/1952 byl v Divadle Josefa Kajetána Tyla v Plzni, kde nastudoval Jeníka, Josého v Carmen a titulní roli Dona Carlose od Giuseppa Verdiho. V následující sezoně se vrátil zpět do Ostravy.
V roce 1953 přijal angažmá v Divadle F. X. Šaldy v Liberci. Svým hlasem obsáhl široký repertoár nejen v lyrickém, ale i dramatickém oboru. Vytvořil řadu titulních rolích v italských operách od Giuseppa Verdiho a Giacoma Pucciniho, nebo třeba jako Canio v Komediantech, Ctirad v Šárce, Dalibor, Laca v Její pastorkyni a Boris v Kátě Kabanové. Díky němu mohl šéf liberecké opery Rudolf Vašata nastudovat opery od Richarda Wagnera. V letech 1955 až 1968 hostoval v Národním divadle v Praze v rolích jako například Princ v Rusalce, Vít v Tajemství nebo Jeník v Prodané nevěstě a opakovaně jako Lukáš ve Smetanově Hubičce nebo jako Don Carlos. Když v roce 1985 odešel do důchodu, vyučoval a vypomáhal divadlu, když bylo potřeba.
Během benefičního koncertu na hradě Grabštejnu převzal 18. srpna 2012 Cenu Eduarda Hakena a dne 20. dubna 2015 ho ministr kultury Daniel Herman ocenil medailí Artis Bohemiae Amicis. Za rok 2020 převzal cenu Thálie za celoživotní mistrovství v oboru opera.